# HMS Karlskrona (J8)
För andra betydelser, se HMS Karlskrona.
HMS Karlskrona (J8), ursprungligen HM Jagare Karlskrona, var en stadsjagare i svenska flottan. Fartyget byggdes vid Karlskronavarvet och levererades 12 september 1940 som fjärde fartyg i Göteborg-klassen. Mellan 1948 och 1951 genomfördes en ombyggnad, då bland annat skrovet breddades och mellan 1958 och 1963 byggdes fartyget om till fregatt. Karlskrona utrangerades 1974 vartefter hon användes som målfartyg och sedan skrotades.

## Utformning och bestyckning
HMS Karlskrona var 94,6 meter lång, 9,0 meter bred och hade ett djupgående av 2,6 meter. Standarddeplacementet var 1 040 ton och det maximala deplacementet var 1 240 ton. Maskineriet bestod av tre oljeeldade ångpannor av märket Penhoët, som levererade ånga till två ångturbiner av märket de Laval. Maskineriet hade effekten 32 000 hästkrafter vilket gav en toppfart på 39 knop. Under provturerna uppnåddes hela 41 knop.
Huvudartilleriet bestod av tre 12 cm kanoner m/24 C. Dessa var placerade en på backdäck, en midskepps mellan skorstenarna och en på akterdäck. Luftvärnet bestod av den nyutvecklade 25 mm luftvärnsautomatkanon m/32. Dessa satt i ett dubbellavetage på aktra bryggan, och två på gångborden. Vidare fanns ombord även monterade kulsprutor, torpedtuber på däck samt sjunkbombskastare och sjunkbombsfällare.

## Historia

HMS Karlskronas vapen.

HMS Karlskrona byggdes vid Örlogsvarvet i Karlskrona, som även byggt systerfartyget HMS Stockholm (J6) och sjösattes den 16 juni 1939. Efter provturer och utrustning levererades hon till Marinen den 12 september 1940.
Runt år 1950 genomgick Karlskrona en ombyggnation då bland annat skrovet breddades för att öka stabiliteten, och den mellersta 12 cm kanonen flyttades till den aktra bryggan. Det hade nämligen visat sig att kanonen då den stod mellan skorstenarna skymdes av dessa, vilket gav dåliga bestrykningsvinklar. Vidare byttes luftvärnet ut mot modernare kanoner och radar, hydrofoner samt stridsledningscentral tillkom.
Runt år 1960 byggdes fartyget om på nytt. Denna gång togs torpedtuberna bort, antiubåtsgranater tillkom och minkapaciteten ökades från cirka 40 till 130 minor.
Karlskrona avrustades hösten 1966 men utrangerades inte förrän 1974  Därefter användes hon som målfartyg vartefter hon skrotades.